# Fontitrygon garouaensis
Fontitrygon garouaensis is een vissensoort uit de familie van de pijlstaartroggen (Dasyatidae). De wetenschappelijke naam van de soort is voor het eerst geldig gepubliceerd in 1962 door Stauch & Blanc.